# Marvelserien
Marvelserien är en svensk serietidning som gavs ut åren 1967-1970 av Williams förlag. Tidningen publicerade Marvel-serier med Spider-Man och Fantastic Four och det var första gången dessa seriefigurer publicerades på svenska. Tidningen utkom med 39 nummer i löpande numrering, varav 1, 3, 5, 7-39 innehöll "Spindeln" och 2, 4, 6 innehöll "Fantastiska Fyran" som blev de svenska namnen.